# Energía eléctrica en Portugal

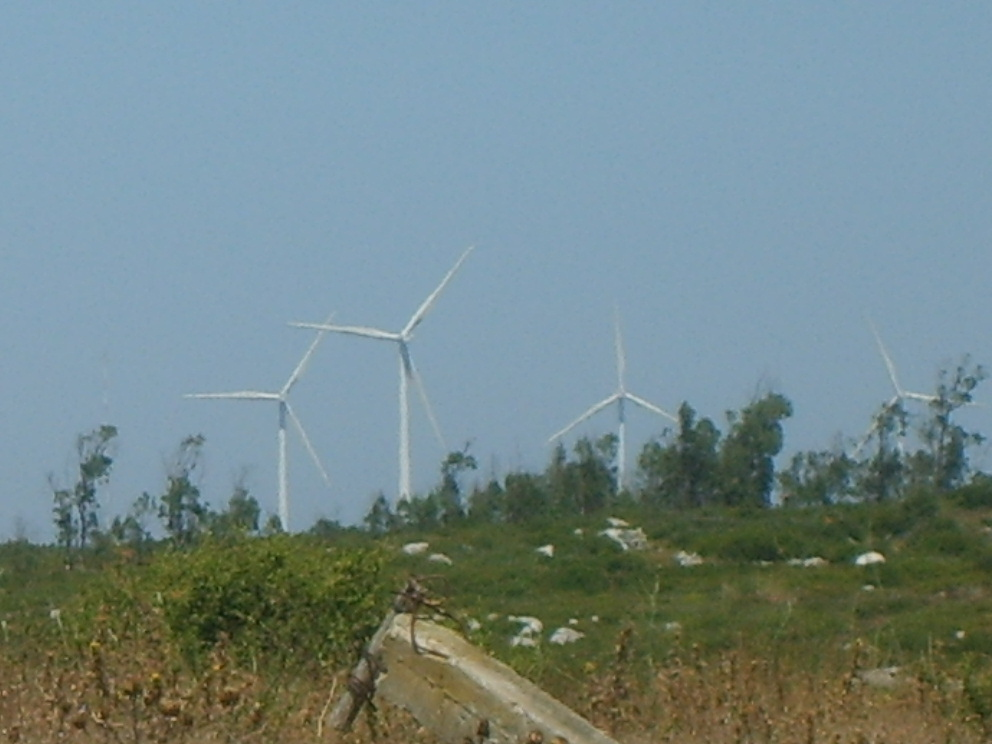
Aerogeneradores en el municipio de Lourinhã.

La energía eléctrica en Portugal o sector eléctrico en Portugal engloba a los elementos que componen el sistema de suministro eléctrico, fundamentalmente en sus fuentes de generación, transporte, distribución y demás desarrollos generales.

## Producción

### Energía hidráulica
Portugal produce una cuarta parte de su consumo a través de presas.
En 2017, de los 20 758 megavatios de capacidad de generación eléctrica instalada, la parte correspondiente a la energía hidroeléctrica es de 7108 megavatios.

### Energía eólica
Portugal es el quinto país del mundo que más invierte en energía eólica, con un número cada vez mayor de aerogeneradores repartidos por su territorio.

### Energía solar
En Portugal existen o están en construcción algunas de las mayores plantas fotovoltaicas del mundo, concretamente los Parques Fotovoltaicos de Serpa, Moura y Ferreira do Alentejo. También se está construyendo una central termosolar en Tavira. La participación de los pequeños productores (microgeneración) también empieza a cobrar importancia.

### Carbón
En 2020, el país contaba con dos centrales de carbón: Sines, propiedad de EDP, con 1256 megavatios (MW) de potencia, que cerró en enero de 2021, y Pego, con 630 MW de potencia, propiedad de Tejo Energia, una sociedad formada por Trustenergy con el 56,25% -propiedad de la francesa Engie y la japonesa Marubeni- y por la italo-española Endesa con el 43,75%.
El Gobierno de António Costa había definido en su primera legislatura que las centrales de carbón debían cerrar para 2030. Pero al inicio de la segunda legislatura de 2019, el Ejecutivo anunció que pretende cerrar estas dos centrales de carbón para 2023.

### Energía nuclear
La energía nuclear en Portugal está muy limitada. Portugal tiene un reactor de investigación de 1MW situado en el Centro Nacional de Investigación Nuclear de Sacavém, que está en estado de parada permanente. No están previstas más actividades de energía nuclear en un futuro próximo. Otras actividades nucleares incluyen aplicaciones médicas como la radiología, la radioterapia y la medicina nuclear, así como el uso de fuentes radiactivas industriales.
En 1971, Portugal proyectó la construcción de una central nuclear de 8000 MW que debía estar terminada en el año 2000. Los planes se retrasaron hasta 1995, cuando se decidió no seguir adelante con el proyecto. En 2004, el Gobierno de Portugal rechazó una propuesta para reconsiderar su decisión. Tras la Revolución de los Claveles, un golpe militar en abril de 1974 que derrocó al régimen del Estado Novo, los proyectos de construcción de centrales nucleares han sido desde entonces pospuestos o descartados por el Gobierno.
En la actualidad,[¿cuándo?] Portugal no tiene combustible gastado. En septiembre de 2007, el núcleo del Reactor de Investigación portugués (RPI) fue convertido de combustible altamente enriquecido a combustible poco enriquecido, todo el uranio enriquecido así como todo el combustible gastado ha sido enviado a los Estados Unidos en el marco del "United States Foreign Research Reactor Spent Nuclear Fuel Acceptance Program". Los efluentes líquidos producidos en el RPI, así como los efluentes de las aplicaciones médicas se almacenan localmente, y posteriormente se vierten de acuerdo con la legislación nacional. Los residuos radiactivos sólidos y las fuentes selladas desechadas se almacenan de forma centralizada en el almacén nacional de residuos radiactivos intermedios.

## Consumo
En 2016, el consumo de energía final del sector doméstico representó el 17% del consumo total de energía final (2 581 296 tep). El transporte, la industria manufacturera y los servicios representan el 37%, el 28% y el 13% del consumo total, respectivamente.